# San Giorgio Maggiore (isola)
L'Isola di San Giorgio Maggiore  è una piccola isola, situata di fronte a piazza San Marco a Venezia. Separata dall'isola della Giudecca dal piccolo canale della Grazia, è bagnata anche dal canale della Giudecca, dal bacino San Marco, dal canale di San Marco e, a sud, dalla laguna; fa parte del sestiere di San Marco.

## Storia

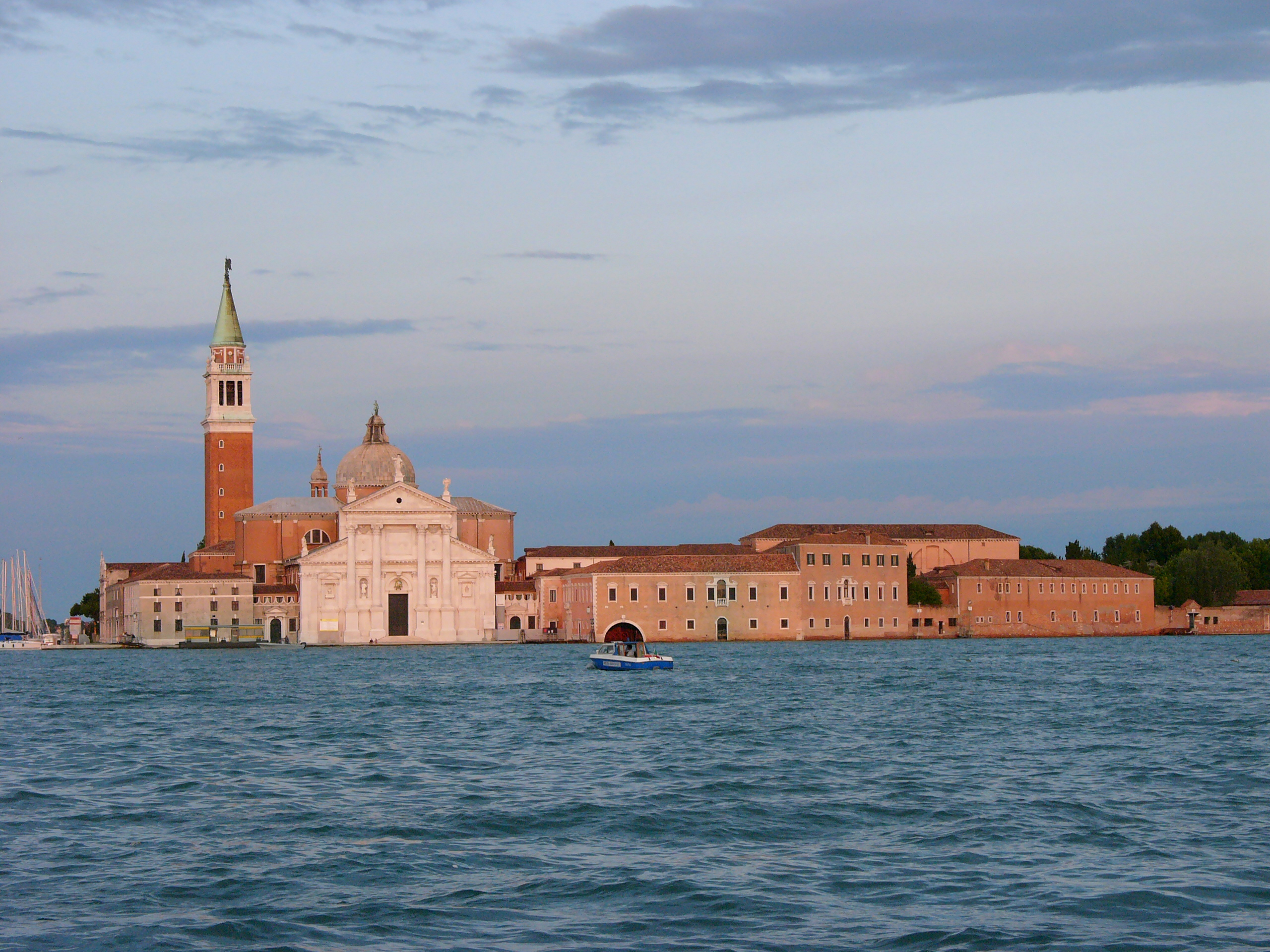
L'isola di San Giorgio Maggiore, vista dal canale della Giudecca.

Dalla fondazione della città l'isola era di proprietà della famiglia patrizia dei Memmo; da ciò, il nome di Isola Memmia. Essendovi stata fondata, nell'VIII-IX sec., una chiesetta in legno intitolata a San Giorgio, l'isola prese il nome di "Maggiore" per distinguerla dall'isola di San Giorgio in Alga. Venne donata nel 982 dal doge Tribuno Memmo ad un monaco benedettino, Giovanni Morosini. Questi decise di bonificare l'area adiacente alla chiesa per costruire un monastero (il monastero di San Giorgio Maggiore), di cui fu il primo abate.
A testimonianza dell'importanza culturale raggiunta nei secoli dal monastero, si erge maestosa la facciata della Basilica di San Giorgio Maggiore, progettata da Andrea Palladio, elemento essenziale del panorama osservabile dalla piazzetta di San Marco e in molti quadri di vedutisti. Durante le spoliazioni napoleoniche, il monastero fu soppresso quasi completamente e le opere d'arte ivi conservate, tra le quali le famose nozze di Cana del Veronese spedite al Louvre. Poco dopo l'isola fu scelta come sede del conclave del 1799-1800 svoltosi a Venezia proprio per assicurare l'isolamento dei cardinali. L'isola divenne un presidio militare, e lo rimase anche con i governi dell'Impero austro-ungarico e del Regno d’Italia. Sul lato nord dell'isola furono creati la darsena, separata dal bacino di San Marco da una banchina provvista di due torrette, ed i magazzini di servizio. In questo modo l'isola poté essere individuata come porto franco.

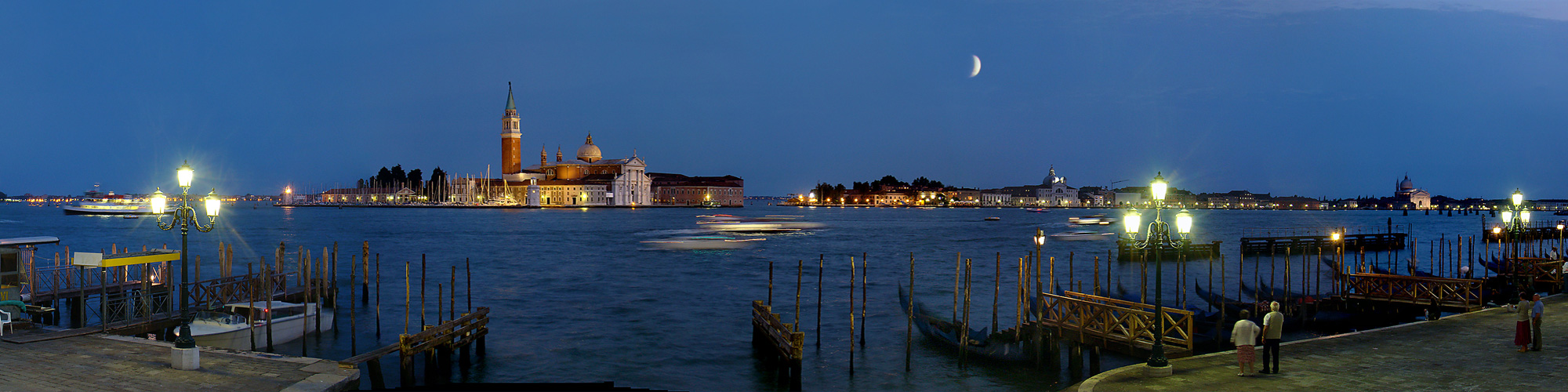
Panorama notturno

Nel 1951 il Governo Italiano concesse l'utilizzo del monastero e delle aree adiacenti alla Fondazione Giorgio Cini, creando i presupposti per il processo di restauro e riqualificazione. I lavori di restauro dell'ex-monastero benedettino furono condotti da Ferdinando Forlati, mentre nuovi edifici vennero realizzati al fine di istituire i centri marinaro e arti e mestieri della Fondazione. Autore di questi progetti fu l'architetto Luigi Vietti, che bonificando un'ulteriore area, riuscì a costruire un anfiteatro all'aperto, il Teatro Verde, inaugurato nel 1954; l'opera - firmata insieme ad Angelo Scattolin - richiama sia i teatri antichi, sia i teatri di verzura delle ville venete.

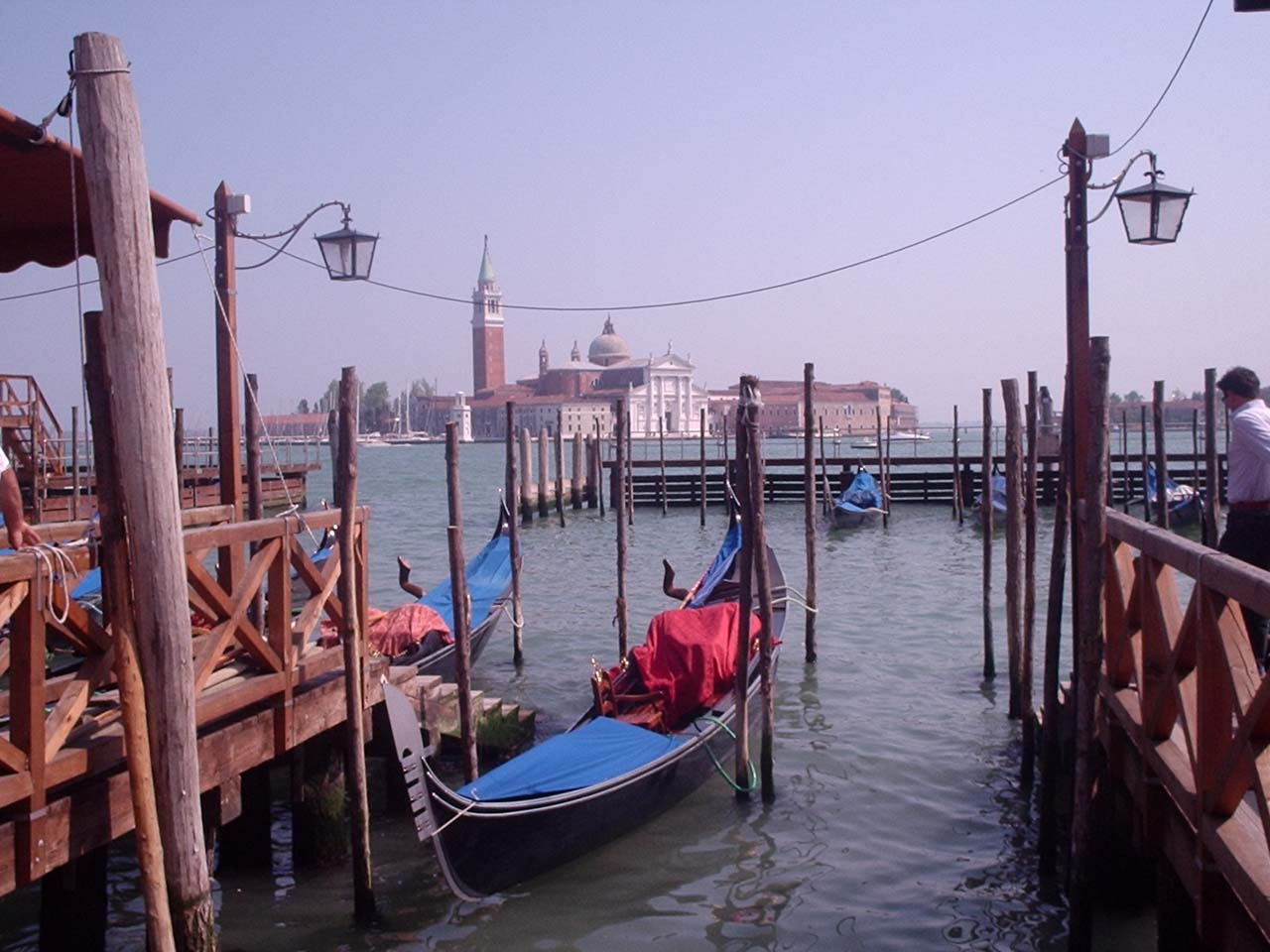
L'isola di San Giorgio Maggiore vista da Venezia

Sempre sull'isola, da qualche tempo non è più attivo l'Istituto Professionale per le Attività Marinare "Giorgio Cini": attualmente, in parte del complesso che ospitava la scuola nautica e dopo un elegante restauro, ha sede il Centro Sportivo di Eccellenza della Compagnia della Vela di Venezia, con la sua scuola vela e i suoi eventi correlati, mentre in quelli che furono i vari ambienti del centro Arti e Mestieri trovano spazio la residenza Vittore Branca e Le stanze del vetro della Fondazione Cini.